# دلاژوو
دلاژوو (به چکی: Dlažov) یک منطقهٔ مسکونی در جمهوری چک است که در ناحیه کلاتووی واقع شده‌است. دلاژوو ۱۲٫۲۵ کیلومتر مربع مساحت و ۴۷۹ نفر جمعیت دارد و ۵۱۰ متر بالاتر از سطح دریا واقع شده‌است.